# وایکینگ استار

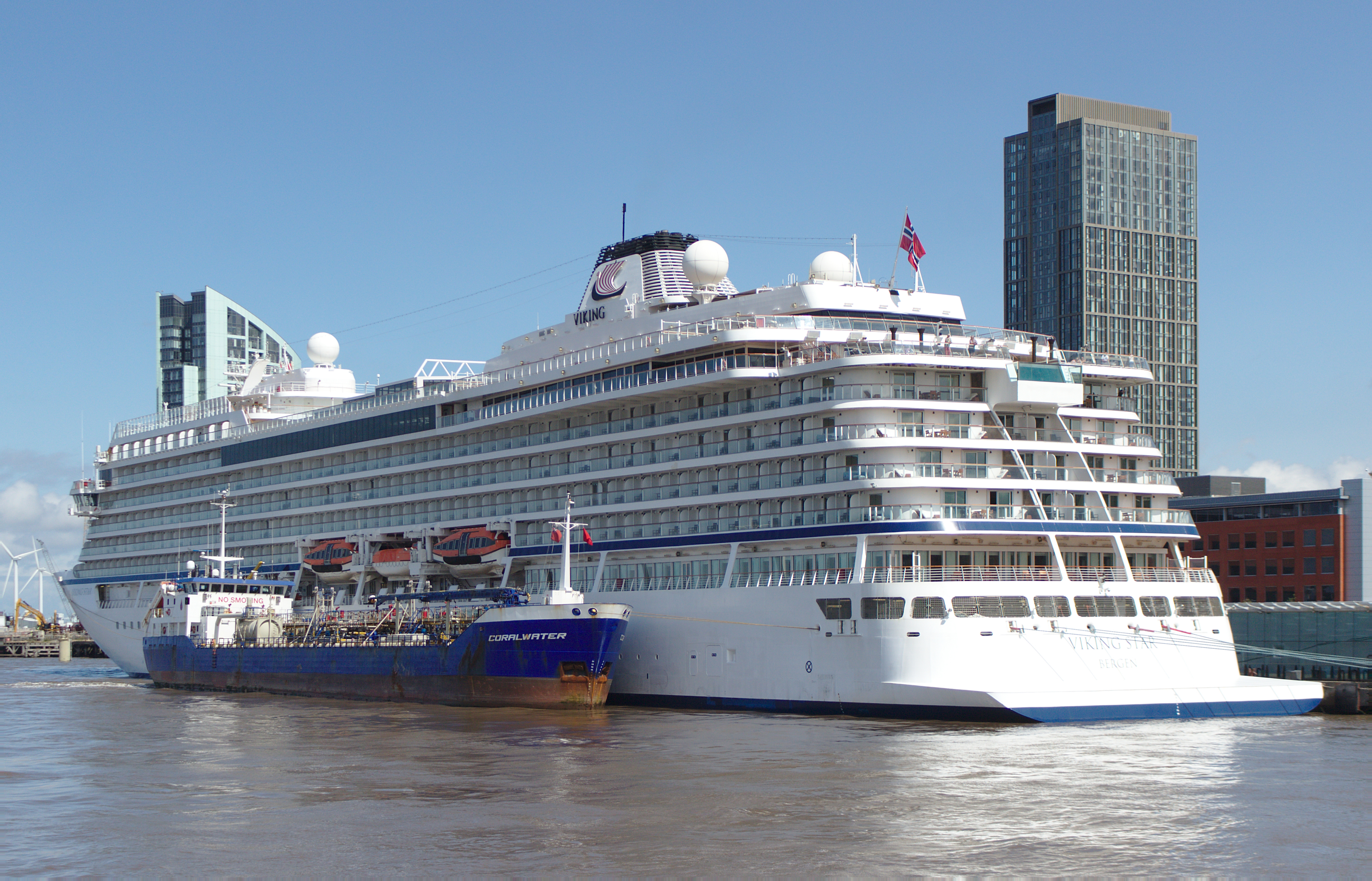
نمایی از وایکینگ استار

وایکینگ استار (به انگلیسی: Viking Star) یک کشتی است که طول آن ۲۲۷٫۲۰ متر (۷۴۵٫۴ فوت) می‌باشد.